# Västberga gård

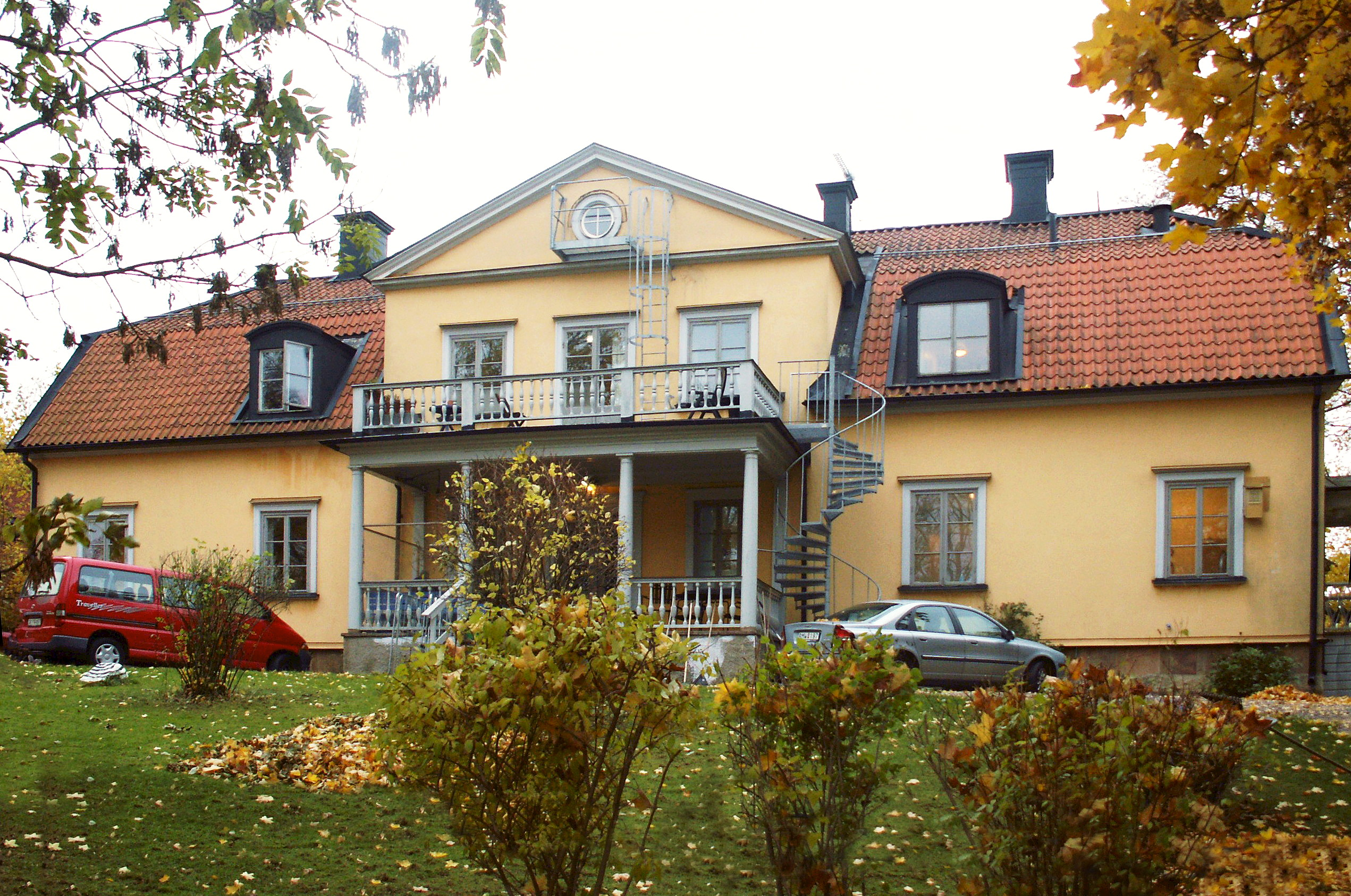
Västberga gård, fasad mot öst, 2009.

Västberga gård är en herrgård och tidigare säteri vid Västberga allé i stadsdelen Västberga i Brännkyrka socken i Stockholms kommun. Västberga gård, som har givit namn till den nuvarande stadsdelen Västberga, har sina anor från 1300-talet och blev säteri under 1600-talet. Västberga gård ägs sedan 1935 av Stockholms kommun och används idag av Stockholms stads socialtjänstförvaltning.

## Historik

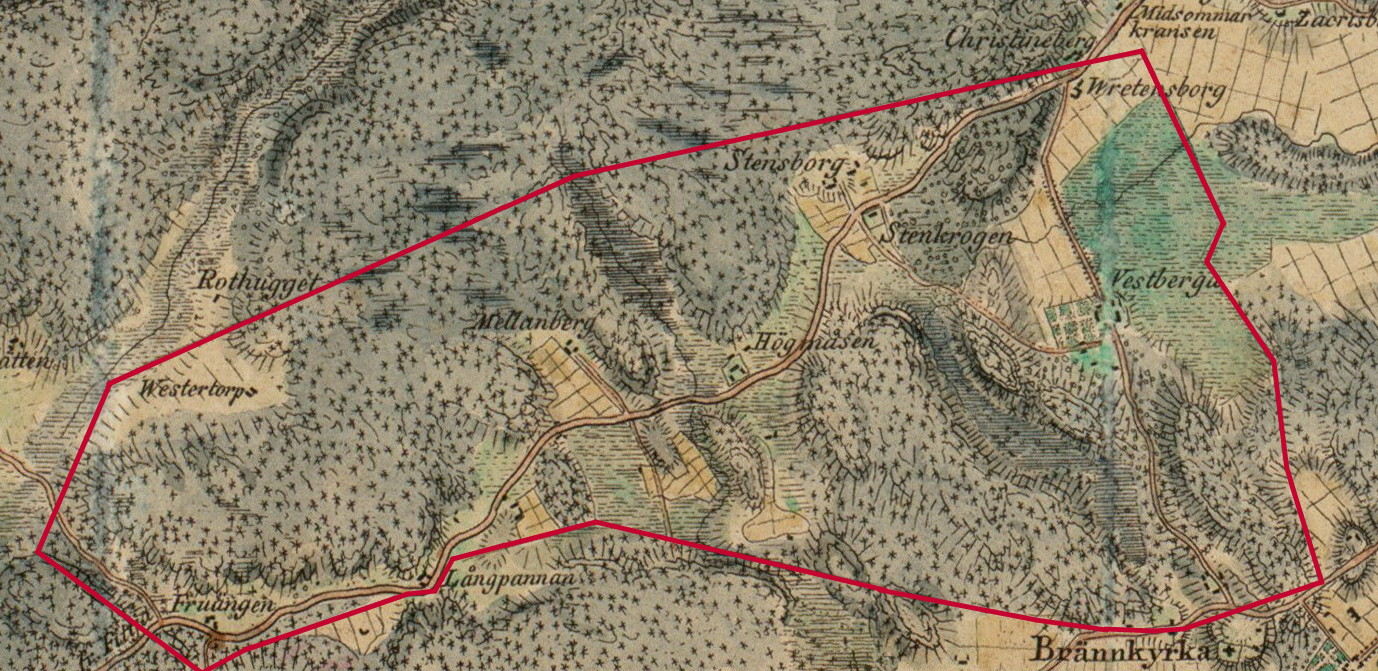
Västbergas ägor 1817.

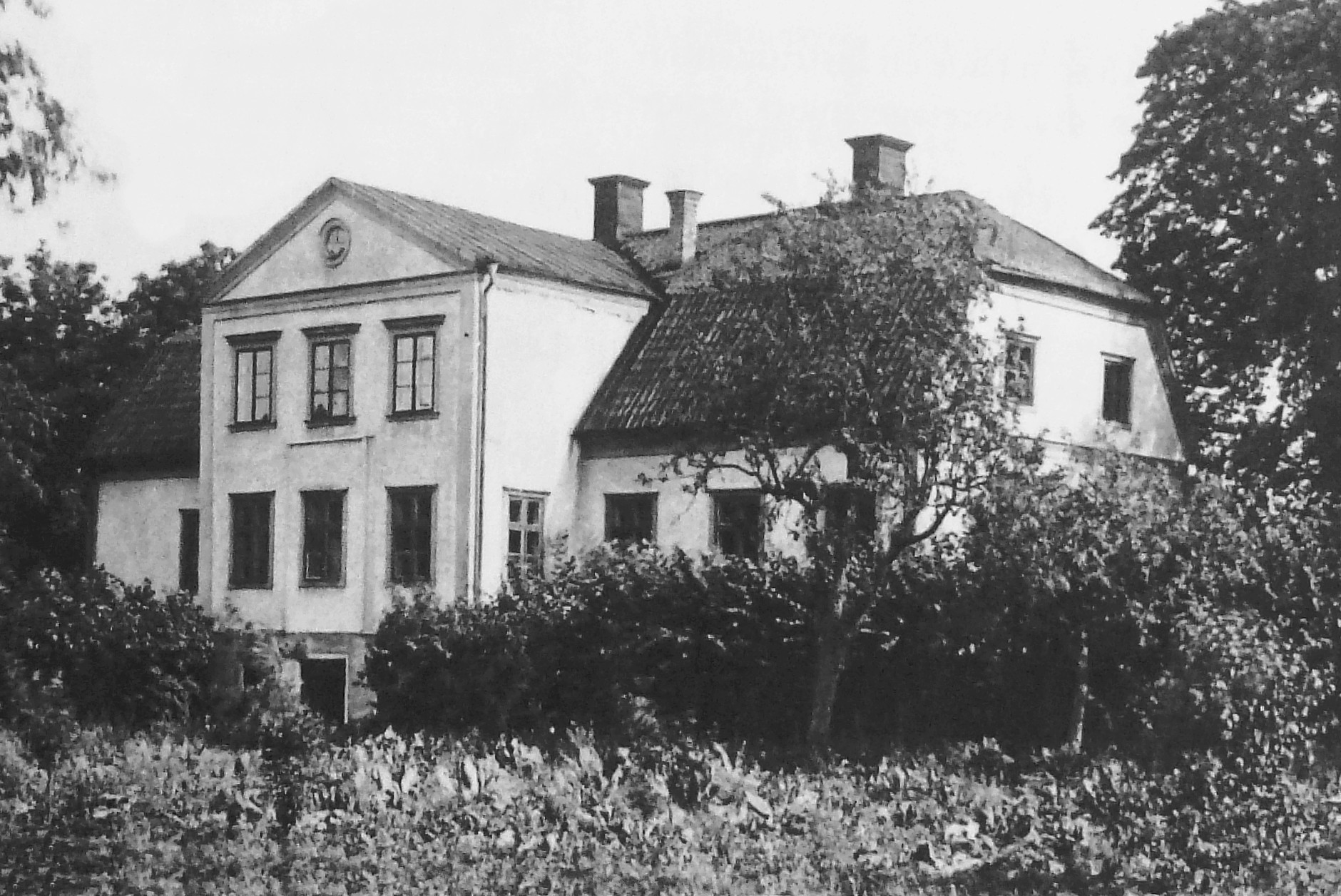
Västberga gård, fasad mot väst, 1927.

Västberga (i wesbergom 1397, wesberga 1460) omnämns första gången 1330. Nunnorna i Sankta Klara kloster sålde då jord i Vantörs socken till Stockholmsfogden Elof Håkansson vilken då blev ägare till 12 penningland i "Wezberga". Enligt jordeboken 1535 hade byn tre hemman.
År 1612 köpte ägaren till Långbro gård, Karl IX:s hovkansler Nils Chesnecopherus hemmanen i Västberga. Denne och släktingar till honom ägde Västberga fram till 1655, då Johan von Beijer köpte gården. Det är troligtvis Beijer som byggde upp den första ståndsmässiga bebyggelsen vid Västberga. Beijer varnades av häradsrätten att han kunde förlora säterifriheten om han inte lät bygga godset "sirligt och väl". Dottern, Greta von Beijer gifte sig med Zakarias Rehnberg, från 1685 ägare till säteriet Berga och Brunby, som uppkallades efter hans förnamn till Zachrisberg. 
Friherre Fabian Casimir Wrede ägde gården kring mitten av  1700-talet. Under senare delen av 1700-talet övergick Västberga i familjen Cederhielms ägo och därefter genom giftermål i familjen Sparres. År 1916 såldes godset till Fastighets AB Västberga som några år senare styckade av egendomen för främst bostads- och industriändamål. I gården bodde bolagets ägare som även brukade marken. Enligt 1920 års mantals- och taxeringslängd fanns följande anställda: 1 ingenjör, 1 inspektor, 1 rättare, 1 jordbruksarbetare, 1 kusk, 1 smed, 6 kördrängar, 1 ladugårdskarl, 1 schaktmästare, 1 timmerman, 1 smideshantlangare, 1 mätningsbiträde, 11 grovarbetare och 11 bergsprängare.
Den kvarvarande delen av fastigheten köptes av Stockholms stad 1935. År 1944 fastställdes stadsplanen över Västberga industriområde som utgörs till stor del av mark från Västberga gård.

## Gårdens utsträckning och torp
Gårdens ägor omfattade som mest nuvarande stadsdelarna Västberga, Liseberg, stora delar av Solberga, södra Hägerstensåsen, Västertorp och Fruängen samt en mindre del av Långbro.

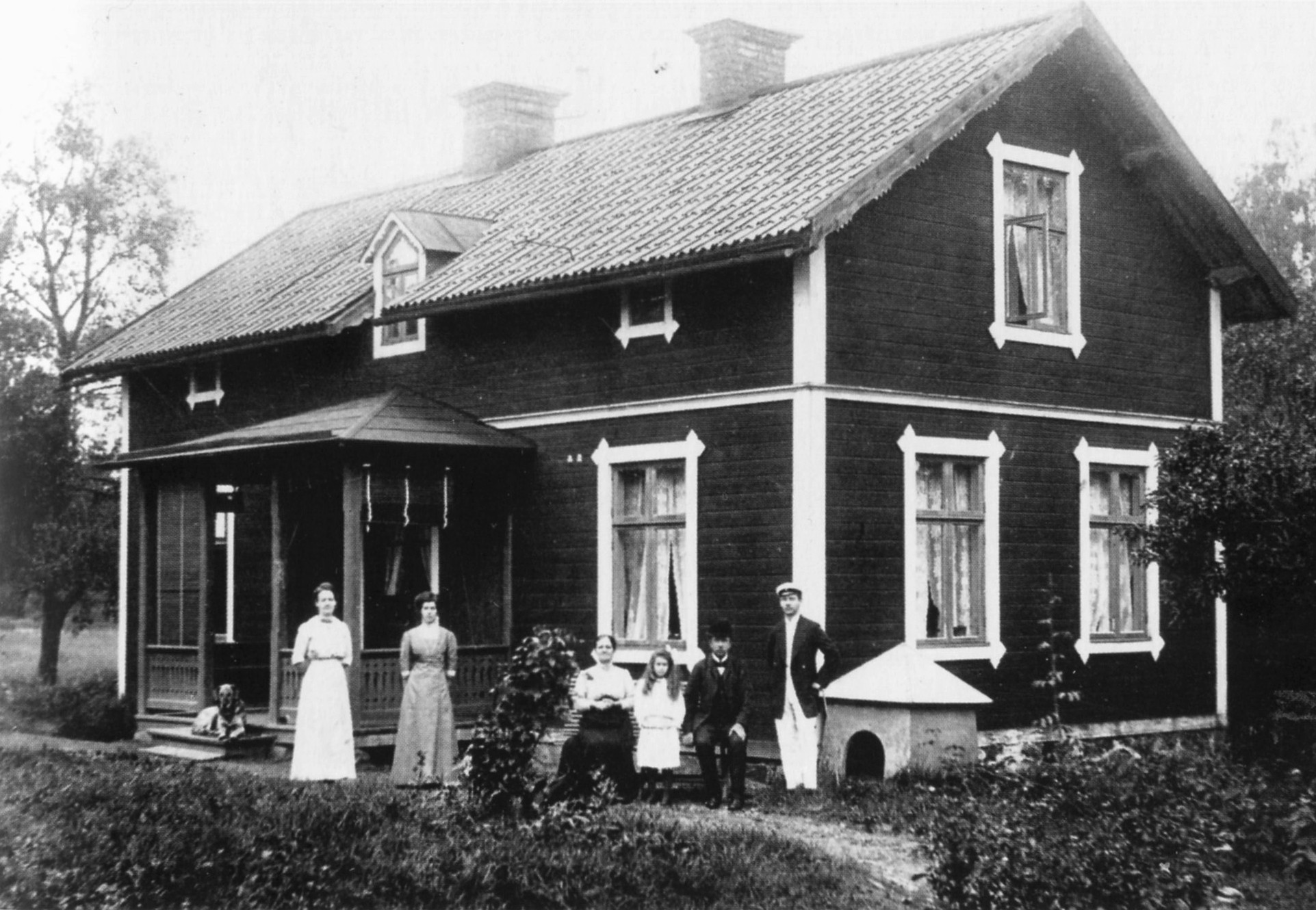
Lisebergs gård 1910.
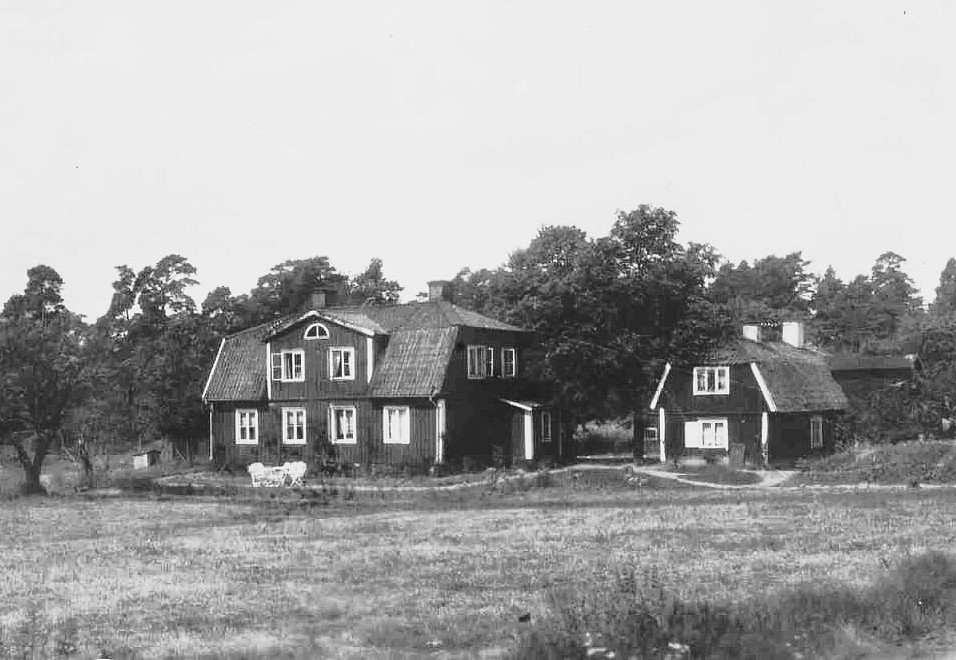
Stensborg 1926.
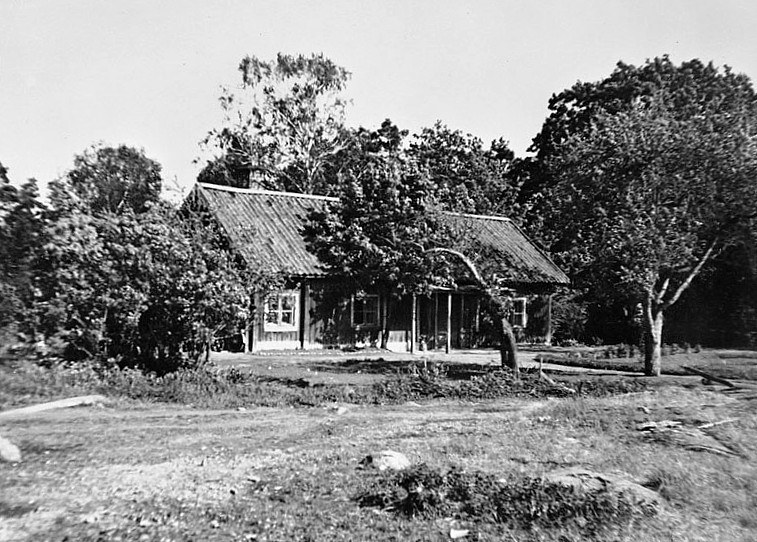
Fruängens gård 1930-40.
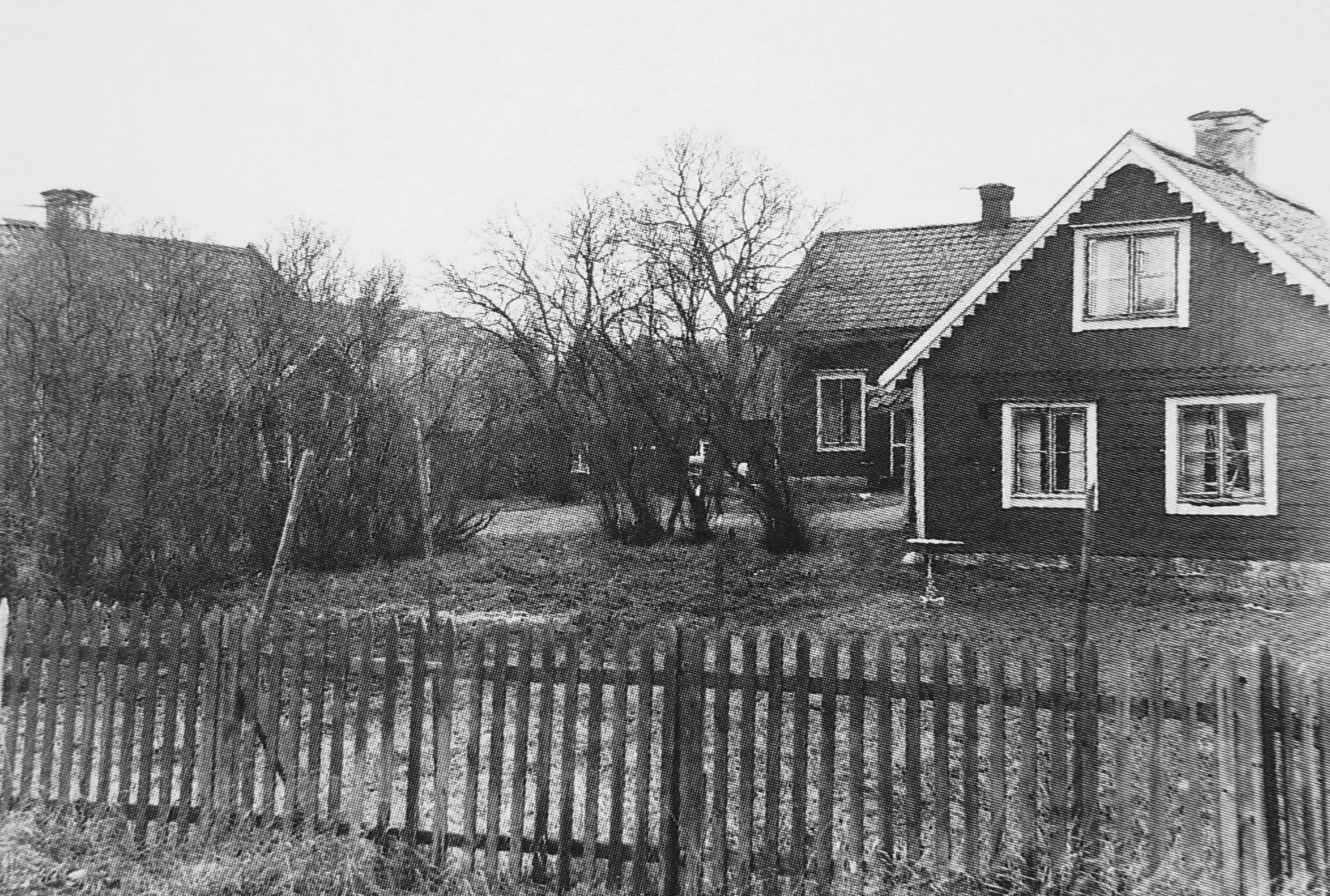
Hökmossens gård 1943.
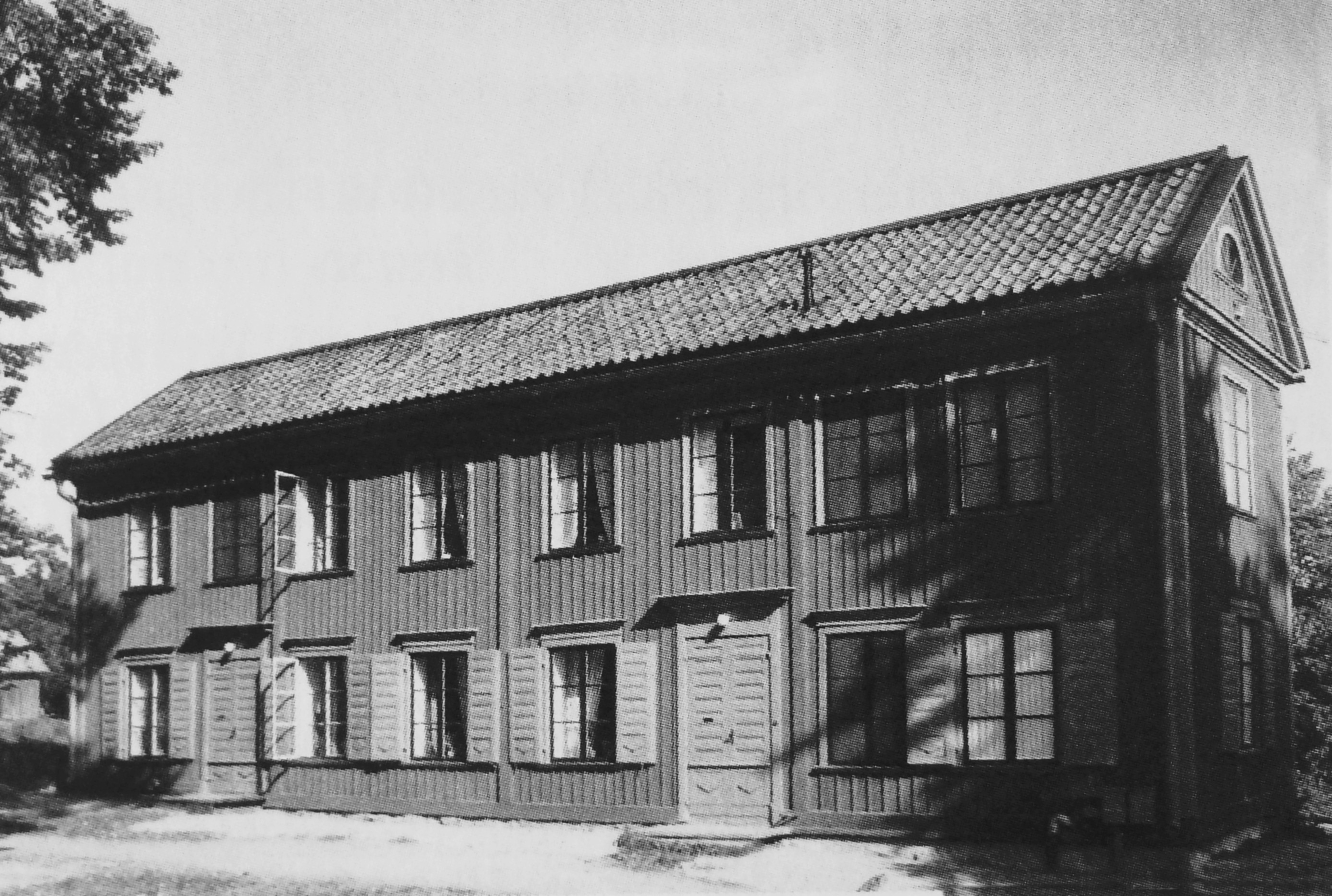
Lerkrogen 1947.

Till gården hörde bland annat följande torp och utgårdar, som samtliga (utom Lerkrogen) låg längs "Wägen åth Södertällie och widare". Av dem finns bara Hökmossen kvar på sin ursprungliga plats. Några gav namn åt stadsdelar i södra Stockholm.

I alfabetisk ordning.

- Fruängens gård
- Hökmossens gård
- Lerkrogen
- Liseberg
- Långpannan (senare under Långbro gård)
- Kämptorp (även Kämpetorp [7])
- Mellanberg
- Stensborg
- Stenkrogen
- Vretensborg
- Västertorp